# Jimmy Mundy
Jimmy Mundy (Cincinnati, 1907. június 28. – New York, 1983. április 24.) amerikai tenorszaxofonos, hangszerelő, zeneszerző.

## Pályafutása
Mundy hegedülni, majd más hangszereket is tanult, majd 1926-tól Chicagoban tenorszaxofonosként működött Erskine Tate, Tommy Miles és Carroll Dickerson társaként.
1932-től négy évet töltött Earl Hinesnál, akinek zenekarában a szaxofontól egyre inkább a zeneszerzői és hangszerelői szerepre váltott.
1936-ban Benny Goodman foglalkoztatta, és olyan jól ismertté munkái voltak, mint az Air Mail Special, a Sing Sing Sing, a Solo Flight).
1939-1940-ben saját zenekara volt New Yorkban. 1940-től Paul Whiteman, Count Basie (1940-1947), Gene Krupa, Dizzy Gillespie (1949), Charlie Spivak, Harry James, Gene Ammons, Sonny Stitt és mások hangszerelésével foglalkozott.
1959-ben Párizsba költözött, ahol a Disques Barclay lemezcég zenei igazgatójaként dolgozott. Az 1960-as években visszatért az USA-ba, és hangszerelőként tevékenykedett.
Charles Carpenterrel közösen írta az A Lover Is Blue című filmet.
Mundy 75 éves korában rákban halt meg New Yorkban.

## Lemezek
- 1937–1947: Jimmy Mundy 1937–1947
- 1946: Bumble Boogie / One O'Clock Boogie
- 1946: I Gotta (Pt 1) / I Gotta (Pt 2)
- 1958: On a Mundy Flight
- 2002: Fiesta in Brass

## Filmek
- A Lover Is Blue [6]